# Julio Visconti
Julio Visconti Merino (Fiñana, 20 de junio de 1921-Almería, 27 de octubre de 2021) fue un pintor español especializado en acuarela.

## Vida y obra
Tras iniciarse en diversos oficios, comenzó a estudiar artes en la Escuela de Artes y Oficios de Almería, donde recibió clases de Juan Cuadrado. En 1945 se traslada a Madrid, donde sería adoctrinado por el veterano y galardonado artista valenciano Ramón Mateu Montesinos (1891-1981).
En 1962 tomó contacto con la acuarela a la que se dedicaría incansablemente durante toda su vida. Ese mismo año ingresó en la Agrupación Española de Acuarelistas, sita entonces en la calle de Libreros de Madrid. Tres años más tarde, en 1965, expuso por primera vez en Almería capital, con enorme éxito. 
Los años 1970 son los de su plenitud creativa, creando acuarelas intensas, de las que se desprende luz cegadora. En ellas, Visconti muestra paisajes marinos y portuarios, así como escenas de su Almería natal y el barrio de La Chanca. En 1972 obtuvo una beca de la Dirección General del Sáhara, que le envía a la antigua colonia española para pintar al natural e ilustrar el paisaje. También practicó, ocasionalmente, la escultura.[cita requerida]
Entre los galardones obtenidos a lo largo de su carrera, cabe destacar el I Premio de Acuarela de Pintores y Escultores de África (Madrid, 1966), el Premio del I Salón de Pintura Almeriense (1970) y el Premio Nacional de Acuarela (Valladolid, 1974). 
En septiembre de 2008 fue nombrado Hijo Adoptivo de la ciudad de Almería. La fundación que lleva su nombre convertirá su casa y estudio, sita en el palacio de la condesa de Belalcázar de Guadix (provincia de Granada, Andalucía), en un museo dedicado a su obra. Desde este año pertenece a la Agrupación Almeriense de Acuarelistas siendo socio de honor de la misma.